# Открытый чемпионат США по теннису 2022
Подробнее о турнирах 2022 года в одиночном разряде среди мужчин и женщин
Открытый чемпионат США по теннису 2022 года — 142-й розыгрыш ежегодного профессионального теннисного турнира серии Большого шлема, проводящегося в американском Нью-Йорке на кортах местного Национального теннисного центра имени Билли Джин Кинг. В 2022 году матчи основных сеток проходили с 29 августа по 11 сентября.

## Общая информация

### Рейтинговые очки
Ниже представлено распределение рейтинговых очков теннисистов на серии турниров Большого шлема.
| Разряд / стадия   | Титул | Финал | Полуфинал | Четвертьфинал | 1/8 финала | 1/16 финала | 1/32 финала | 1/64 финала | Победа в квалификации | Финал квалификации | Второй круг квалификации | Первый круг квалификации |
| Мужской одиночный | 2000  | 1200  | 720       | 360           | 180        | 90          | 45          | 10          | 25                    | 16                 | 8                        | 0                        |
| Мужской парный    | 2000  | 1200  | 720       | 360           | 180        | 90          | 0           | н/д         | н/д                   | н/д                | н/д                      | н/д                      |
| Женский одиночный | 2000  | 1300  | 780       | 430           | 240        | 130         | 70          | 10          | 40                    | 30                 | 20                       | 2                        |
| Женский парный    | 2000  | 1300  | 780       | 430           | 240        | 130         | 10          | н/д         | н/д                   | н/д                | н/д                      | н/д                      |

### Призовые деньги
| Разряд             | Титул      | Финал      | Полуфинал | Четвертьфинал | 1/8 финала | 1/16 финала | 1/32 финала | 1/64 финала | Финал квалификации | Второй круг квалификации | Первый круг квалификации |
| Одиночный          | $2 600 000 | $1 300 000 | $705 000  | $445 000      | $278 000   | $188 000    | $121 000    | $80 000     | $44 000            | $33 600                  | $21 100                  |
| Парный *           | $688 000   | $344 000   | $172 000  | $97 500       | $56 400    | $35 800     | $21 300     | н/д         | н/д                | н/д                      | н/д                      |
| Смешанный парный * | $163 000   | $81 500    | $42 000   | $23 000       | $14 200    | $8 300      | н/д         | н/д         | н/д                | н/д                      | н/д                      |

* на двоих игроков

## Победители

### Взрослые

#### Мужчины. Одиночный разряд
Карлос Алькарас —  Каспер Рууд — 6-4, 2-6, 7-6(1), 6-3
- 19-летний Алькарас — самый молодой с 2005 года победитель турнира серии Большого шлема. 17 лет назад в Париже свой первый мэйджор взял 22-кратный чемпион Турниров Большого Шлема Рафаэль Надаль.
- В текущем сезоне испанец выиграл 5 трофеев: 1 Большой шлем, 2 «Мастерса» и 2 турнира категории ATP 500.
- Алькарас стал самым молодым лидером мирового рейтинга ATP. Ранее возрастной рекорд принадлежал Ллейтону Хьюитту.
- Алькарас отыграл матчбол в четвертьфинале против Янника Синнера.
- Испанец — первый победитель турнира Большого шлема в мужском одиночном разряде, родившийся в XXI веке.
- Рууд второй раз в сезоне сыграл в финале мэйджора. 23-летний норвежец уступил Надалю в борьбе за титул на «Ролан Гаррос».

#### Женщины. Одиночный разряд
Ига Свёнтек —  Онс Жабёр — 6-2, 7-6(5)
- Свёнтек впервые выиграла Открытый чемпионат США. Для 21-летней теннисистки этот титул стал вторым на турнирах серии Большого шлема в текущем сезоне и третьим в карьере.
- Польская теннисистка продлила беспроигрышную серию в финальных матчах до 10 побед: с октября 2020 года Свёнтек ни разу не уступила в титульных встречах, выиграв при этом три мэйджора и пять турниров уровня WTA 1000. На счёту Свёнтек семь побед в 2022 году.
- Свёнтек — первая за 6 лет теннисистка, которая выиграла два турнира серии Большого шлема за сезон. В 2016 году это достижение покорялись немке Анжелике Кербер, выигравшей Открытые чемпионаты Австралии и США.
- На турнире в Нью-Йорке впервые с 2014 года обладательницей титула стала лидер посева. 8 лет назад в Нью-Йорке победила Серена Уильямс, завершающая профессиональную карьеру.
- Унс Джабир добралась до финала на втором турнире серии Большого шлема подряд. В июле на кортах Уимблдона тунисская теннисистка уступила в борьбе за титул Елене Рыбакиной.
- Для Джабир этот финальный матч стал десятым в профессиональной карьере, семь из них завершились для представительницы Туниса неудачно.

#### Мужчины. Парный разряд
Раджив Рам /  Джо Солсбери —  Уэсли Колхоф /  Нил Скупски — 7-6(4), 7-5
- Рам и Солсбери выиграли турнир второй год подряд. На протяжении 26 лет ни одной паре не удавалось защитить титул на Открытом чемпионате США: в 1996 году Тодд Вудбридж и Марк Вудфорд стали двукратными обладателями трофея.
- Американо-британский дуэт одержал третью победу на мэйджорах за время совместных выступлений. Для Рама этот титул стал 25-м на уровне ATP Тура, а для Солсбери — 11-м.
- Скупски дебютировал в финал турниров серии Большого шлема в мужском парном разряде, а Колхоф вновь уступил в решающем матче турнира (в 2020 году, выступая с Николой Мектичем, нидерландец проиграл Мате Павичу и Бруно Соаресу).
- Впервые за 10 лет на турнире серии Большого шлема в финальном матче сыграли пары, посеянные под первым и вторым номерами: на Открытом чемпионате Франции 2012 года в матче за титул Максим Мирный и Даниэль Нестор (1) обыграли братьев Боба и Майка Брайанов (2).

#### Женщины. Парный разряд
Барбора Крейчикова /  Катерина Синякова —  Кэти Макнэлли /  Тейлор Таунсенд — 3-6, 7-5, 6-1
- Крейчикова и Синякова впервые победили на Открытом чемпионате США. На турнирах серии Большого шлема этот титул стал для чешского дуэта третьим в сезоне (ранее олимпийские чемпионки выиграли Открытый чемпионат Австралии и Уимблдонский турнир) и шестым c 2016 года, когда образовалась данная пара.
- Чешские теннисистки в текущем сезоне не проиграли ни одного матча на мэйджорах. На кортах «Ролан Гаррос» многократные чемпионки турниров серии Большого шлема не выступили: Крейчикова сдала положительный тест на COVID-19.
- Выиграв, Крейчикова и Синякова собрали карьерный «супер-шлем». Теннисистки из Чехии с 2018 года дважды выиграли Открытый чемпионат Франции (2018, 2021) и Уимблдонский турнир (2018, 2022), по одному разу Открытые чемпионаты Австралии (2022) и США (2022), Олимпийские игры (2020) и Итоговый турнир WTA (2021). Подобное достижение покорялось только Пэм Шрайвер и Джиджи Фернандес.
- Крейчикова одержала 14-ю победу на турнирах WTA Тура в парном разряде, Синякова — 18-ю.
- Макнелли второй год подряд сыграла в финале турнира в Нью-Йорке. В прошлом году американка в паре со своей соотечественницей Кори Гауфф уступила Саманте Стосур и Чжан Шуай. Таунсенд дебютировала в решающих матчах мэйджоров.

#### Смешанный парный разряд
Сторм Сандерс /  Джон Пирс —  Кирстен Флипкенс /  Эдуар Роже-Васслен — 4-6, 6-4, [10-7]
- Сандерс и Пирс впервые выиграли титул на турнирах Большого шлема в миксте. На счету Пирса есть и победа в мужском парном разряде: в 2017 году на домашнем мэйджоре бронзовый призёр Олимпийских игр 2020 года в паре с финном Хенри Континеном обыграл братьев Брайанов в борьбе за титул.
- Впервые с 2001 года Открытый чемпионат США в миксте остался за австралийским дуэтом. 21 год назад победу на турнире в Нью-Йорке праздновали Ренне Стаббс и Тодд Вудбридж.
- Для 36-летней Флипкенс и 38-летнего Роже-Васслена этот финал — дебютный в смешанном парном разряде.

### Юниоры

#### Юноши. Одиночный турнир
Мартин Ландалусе —  Жиль-Арно Байи — 7-6(3), 5-7, 6-2.

#### Девушки. Одиночный турнир
Александра Эала —  Луция Гавличкова — 6-2, 6-4.

#### Юноши. Парный турнир
Озан Борис /  Нишеш Басаваредди —  Дилан Дитрих /  Хуан Карлос Прадо Анхело — 6-1, 6-1.

#### Девушки. Парный турнир
Луция Гавличкова / Диана Шнайдер —  Элла Зайдель /  Каролина Куль — 6-3, 6-2.